# Малешевич-Село
45°23′ пн. ш. 15°46′ сх. д. / 45.38° пн. ш. 15.77° сх. д.
Малешевич-Село (хорв. Malešević Selo) — населений пункт у Хорватії, у Карловацькій жупанії у складі громади Войнич.

## Населення
Населення за даними перепису 2011 року становило 44 осіб.
Динаміка чисельності населення поселення: